# Callicladium
Callicladium là một chi rêu trong họ Hypnaceae.